# Nils Abraham Langlet
Nils Abraham Langlet, nascut el 9 de juliol de 1868 a Södertälje i traspassat el 30 de març de 1936 a Göteborg, va ser un químic suec que va descobrir heli en un mineral terrestre.

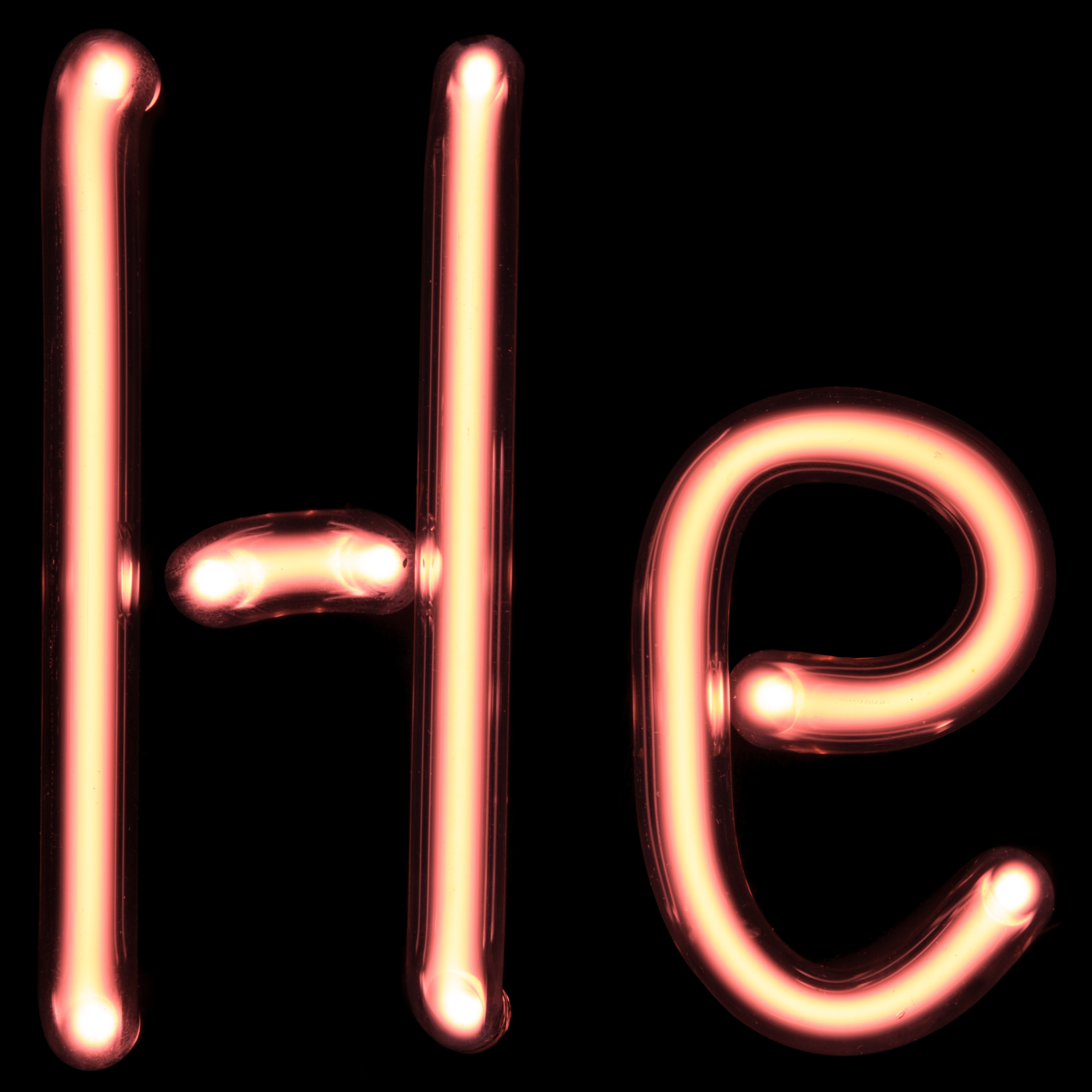
Tub de descàrrega amb heli

Langlet va estudiar química entre 1886 i 1896 amb Per Teodor Cleve a la universitat d'Uppsala, on va obtenir el doctorat el 1896, i es feia professor en el mateix any. El 1899, es va convertir en professor de química i de tecnologia química a la Universitat Tecnològica de Chalmers de Göteborg. Des de 1926 va ser professor de química orgànica.
El 1895, mentre treballava amb Per Teodor Cleve a Uppsala, va descobrir la presència de l'element heli en el mineral cleveita i va ser el primer que va calcular correctament seu pes atòmic. L'heli va ser descobert de forma independent pel francès Pierre Janssen i l'anglès Norman Lockyer, el 1868 en analitzar l'espectre de la llum solar durant un eclipsi solar ocorregut aquell any, i trobar una línia d'emissió d'un element desconegut. El 1895 Sir William Ramsay va aïllar l'heli descobrint que no era metàl·lic.